# إمارة البنغال
```
كانت 
إمارة البنغال
 
دولة
 قصيرة العمر تسيطر على جزء كبير من البنغال. بدأ ذلك في عام 1827 عندما عاد تيتو مير إلى البنغال بعد أن أنهى 
فريضة الحج
. سقطت هذه الدولة بعد وفاة الملك تيتو مير في المعركة الأخيرة للعاصمة ناركلباريا.
```

## الوصف الجغرافي
حررت هذه الإمارة التي أسسها تيتمير العديد من مناطق رئاسة البنغال آنذاك للإمبراطورية البريطانية . وفقًا لـ Woking Trust ومقرها المملكة المتحدة ، فإن الوصف الجغرافي للإمارات هو كما يلي:
وهذا يعني أن المنطقة بأكملها شمال وشرق مدينة كلكتا ، أربع مقاطعات كاملة سَبِّش فَرغَنَة، ونديا، وجسر وفريدبور ، تم تضمينها في رحمة تيتو مير. إلى جانب ذلك ، كانت بعض مناطق المقاطعات أيضًا تحت هذه الولاية.

## الهيكل الحكومي
استندت إمارة البنغالية إلى المبادئ التوجيهية الإسلامية. كبار الأعضاء هم على النحو التالي 
- تيتومير - ملك
- معز الدين بِشْوَاس - الوزير (رئيس الوزراء).
- غلام معصوم خان - القائد عسكري
- ساجَن الغازي - حارس الملك الشخصي
- مسكين شاه - المخبر الرئيسي
- باقر المَنْدَل - جمعدار

## مرجع
1. ↑  عبد المودود (1951). "A fascinating chapter of the history of Islam in eastern Pakistan". The Islamic Review (بالإنجليزية). Woking Muslim Mission and Literary Trust: 43.
2. ↑  وهاري لال سركار; سفن بسو (1981). তিতুমীর বা নারকেলবেড়িয়ার লড়াই (بالبنغالية). بوشتك وفني.